# 日仏会館
公益財団法人日仏会館（にちふつかいかん、仏：Maison franco-japonaise）は、日本とフランスの文化交流を目的にした文化施設の日仏会館を運営する公益財団法人。総裁は常陸宮正仁親王である。所在地は東京都渋谷区恵比寿。

## 概要
日仏会館は、日本経済近代化の礎を築いた渋沢栄一と、著名な詩人であった駐日フランス大使ポール・クローデル等によって、1924年に設立された。日仏会館としての建物は、財団法人日仏会館とフランス外務省所管在外研究所が共同で所有してきた。2010年に公益財団法人となる。

### 施設
- 日仏会館ホール（座席数150席）
- 会議室
- 図書室
- フランス国立科学研究センター日本代表事務所
- 日仏会館フランス事務所

## 歴代のフランス学長
- 初代：シルヴァン・レヴィ（東洋学、1926-1928年）
- 2代：ルイ・ブラランゲム（植物学、1928-1929年）
- 3代：ジョゼフ・アッカン（考古学、1930-1933年）
- 4代：レオン・ジュリオ=ド=ラ=モランディエール（法学、1933-1936年）